# Marion Fiack
Marion Fiack (* 13. Oktober 1992 in Reims) ist eine französische Stabhochspringerin.

## Sportliche Laufbahn
Mit der Leichtathletik begann Fiack bereits als Kind, spezialisierte sich zuerst aber auf den Mehrkampf und Mitteldistanzläufe, ehe sie 2009 mit dem Stabhochspringen begann. In diesem Jahr nahm sie auch am Europäischen Olympischen Jugendfestival. 2010 nahm sie an den Juniorenweltmeisterschaften im kanadischen Moncton teil, schied dort aber bereits in der Qualifikation aus. Zudem überquerte sie in Forbach erstmals die 4-Meter-Marke. 2011 siedelte sie nach Clermont-Ferrand und wird seitdem von Philippe d’Encausse, einem ehemaligen Profistabhochspringer, trainiert. Mit 4,36 m verbesserte sie auch den von Vanessa Boslak gehaltenen französischen Juniorenrekord. Bei den Junioreneuropameisterschaften in Tallinn erreichte sie im Finale den siebten Platz.
2013 wurde sie französische Vizehallenmeisterin und qualifizierte sich für die U23-Europameisterschaften in Tampere, bei denen sie mit 4,30 m den fünften Platz belegte. In der Hallensaison 2014 verbesserte sie den U23-Rekord auf 4,61 m und wurde erneut Vizemeisterin in der Halle. Auch in der Freiluftsaison steigerte sie sich auf über 5,55 m und nahm an den Europameisterschaften in Zürich teilnehmen, bei denen sie aber den Finaleinzug verpasste. 2015 verbesserte sie den französischen Rekord auf 4,71 m und löste damit Vanessa Boslak als bisherige Rekordhalterin ab. Sie wurde französische Hallenmeisterin und qualifizierte sich auch für die Halleneuropameisterschaften, bei denen sie mit überquerten 4,50 m Fünfte wurde. Zur Vorbereitung auf die Freiluftsaison ging sie einige Monate in die Vereinigten Staaten, verletzte sich dort aber am Handgelenk und musste die Saison daher vorzeitig beenden. 2016 kehrte sie mit übersprungenen 4,38 m wieder langsam auf ihr altes Niveau zurück, konnte sich aber nicht für internationale Meisterschaften qualifizieren.